# Alejandro Abascal
Alejandro Abascal García (Santander, 15 luglio 1952) è un ex velista spagnolo.

## Palmarès
- Giochi olimpici

Mosca 1980: oro nella classe Flying Dutchman.